# エリンが挑戦! にほんごできます。
エリンが挑戦! にほんごできます。（エリンがちょうせん にほんごできます）は、独立行政法人国際交流基金の日本語国際センターが制作した、日本語教育用映像教材である。2006年から2011年まで放送されたテレビ放映版、2007年に凡人社から全3巻のDVD付き書籍として発売されたDVDテキスト版、2010年から2020年まで公開されていたWEB版、2020年から公開された「コンテンツライブラリー」がある。このほか、キャラクターを利用したアプリ「エリンと挑戦！にほんごテスト」もある。

## TV放映版
NHK教育テレビジョンと海外向けNHKワールドTVで、日本語を母語としない人向けの日本語教育番組として、2006年（平成18年）10月6日から2011年（平成23年）3月28日まで放送された。長らく放送されていた「にほんごでくらそう」の後番組。但し、日本放送協会は番組を放送するのみで、番組を実際に制作・著作しているのは国際交流基金日本語国際センター（制作協力：NHKエデュケーショナル）であった。
2006年10月から2007年3月に放送された半年分の内容は、2007年4月から2011年3月まで、半年ごとに計8回再放送された。
放送開始時から2か月ごとのテキストがNHK出版から発行されていた。2009年度下期はテキストを発行せず、上期のテキストを参照するようにした。2010年度は半年分のテキストが1冊にまとめられた。
海外では、米国、ベトナム、インドネシア、モンゴル、ブラジル、フィンランドなどの数カ国において、各国語の字幕版または吹き替え版として、現地の放送局によって放送されている。またベトナムやフィンランドなどにおいては、各国の放送局が独自の内容を追加して放映している。

## DVDテキスト版
TV版の内容にオリジナル映像を加えたDVDと、スクリプトや練習問題等を入れたテキスト冊子からなる日本語教材として、株式会社凡人社から2007年に発行。全3巻。
『DVDで学ぶ日本語 エリンが挑戦！ にほんごできます。』vol.1 ISBN 978-4-89358-624-7 （2007年6月30日発行）
『DVDで学ぶ日本語 エリンが挑戦！ にほんごできます。』vol.2 ISBN 978-4-89358-625-4 （2007年9月30日発行）
『DVDで学ぶ日本語 エリンが挑戦！ にほんごできます。』vol.3 ISBN 978-4-89358-626-1 （2007年10月10日発行）
中国、台湾、タイ、ベトナムにおいては、現地の出版社が現地語に翻訳したテキストが出版されている。

## WEB版
TV/DVDの映像をコーナー毎に分け、WEB上で無料公開したもの。映像が字幕付きで見られる他、練習問題、クイズやゲームなどオリジナルのコンテンツや機能が追加された。日本語、英語、中国語（簡体字）、韓国語、スペイン語、ポルトガル語、フランス語、インドネシア語、タイ語の計9言語の版が提供されていた。Adobe Flashを用いて作成されていたため、2020年7月、Flashのサポート終了に合わせてサイトを終了した。

## コンテンツライブラリー
Flashを使わないサイトとしてWEB版から移行。2020年8月公開。スマートフォンやタブレットからでも使えるようになった。WEB版にあった練習問題やゲームなどのインタラクティブなコンテンツはなくなったが、「日本文化クイズ」「ことばをふやそう」「マンガでおぼえるオノマトペ」などは引き継がれた。動画の字幕にベトナム語と中国語（繁体字）が追加された。

## エリンと挑戦！にほんごテスト
主に海外の中等教育の初級学習者を対象とした日本語学習アプリ。エリンやホニゴンのキャラクターとともに、入門レベルの日本語を学習することができる。英語版、インドネシア語版がある。

## 概要
国内・海外の日本語学習者（特に高校生）を対象とし、基本的な日本語と日本文化を学園ドラマ風のスキット等から学習する。CGアニメによる解説付き。日本の文化や習慣を伝えるコーナーもある。
全25課で、各課には日本語の到達目標と、文化のトピックの両方が示されている。
各課タイトル（放映リスト）
- 第1課「はじめてのあいさつ－教室」
- 第2課「おねがいする－学校」
- 第3課「ものをさす－家」
- 第4課「場所を聞く－コンビニ」
- 第5課「時間を言う－塾」
- 第6課「ねだんをきく－バス」
- 第7課「しゅみを話す－友だちのへや」
- 第8課「注文する－ファストフード」
- 第9課「今のことを話す－習い事」
- 第10課「きょかをもらう－ファッション」
- 第11課「じゅんばんを言う－温泉」
- 第12課「友だちと話す－部活」
- 第13課「やり方をきく－駅」
- 第14課「よそうを言う－携帯電話」
- 第15課「きぼうを言う－祭り」
- 第16課「説明する－けが・病気」
- 第17課「はんたいのことを言う－授業」
- 第18課「くらべて言う－100円ショップ」
- 第19課「理由を話す－アルバイト」
- 第20課「けいけんを話す－修学旅行」
- 第21課「きそくをきく－余暇」
- 第22課「こまったことを話す－トラブル」
- 第23課「友だちをさそう－遊園地」
- 第24課「へんかを言う－文化祭」
- 第25課「気持ちをつたえる－別れ」（最終回）

## 各コーナーの内容
基本スキット
実写ドラマ形式。イギリスから交換留学生のエリンが、日本（東京近辺）の高等学校にやって来た。そこで友人たちやホストファミリーの人たちと、学校や町や旅行先などでの様々な会話を取り上げる。TV放映版のテキスト、DVDテキスト、WEB版、コンテンツライブラリーでは、基本スキットはマンガとしても提供されている（作画：柳リカ）
応用スキット
同じく実写ドラマ形式で、エリンの友人達が話す日本人同士の会話を取り上げる。
大切な表現
CGアニメーションで、各スキットで使われた「キーフレーズ」の解説と練習を行う。WEB版には例文や練習問題が追加されていた。
いろいろな使い方
「キーフレーズ」を使ういろいろな場面を実写映像で提供。
これは何？
日本では普通に見かけるが、外国ではあまり見かけないような、日本の珍しい物や面白い物の映像をクイズ形式で提供。「箸置き」「孫の手」「使い捨てカイロ」「くす玉」など。
見てみよう
日本文化に関するいろいろなものについて、映像で紹介するコーナー。「コンビニ」「電車の乗り方」「高校生のかばんの中身」「秋葉原」「結婚式」など。TV放映版では「見てみよう」「やってみよう」のどちらか一方のみ。
文化クイズ
「見てみよう」のコーナーに付属してWEB版で作られたコンテンツ。各課の「見てみよう」の内容に関連したジャンル毎の4択クイズ。「日本の生活クイズ」「東京クイズ」「アニメ＆マンガクイズ」「日本の防災クイズ」など。
やってみよう
日本文化に関するいろいろなことを、外国人が体験してみるコーナー。「名刺交換」「ざるそばを食べる」「応援団」「生け花」「火の用心」など。WEB版ではそれぞれのテーマに関連したゲームが追加されていた。TV放映版では「見てみよう」「やってみよう」のどちらか一方のみ。
ことばをふやそう
各課のトピックに関連した語彙を練習するコンテンツ。TV放映版にはない。
世界に広がる日本語
世界で日本語を勉強したり日本語を使って仕事をする外国人をリポートするコーナー。WEB版では非公開であったが、「コンテンツライブラリー」で再び追加された。
日本の高校生
日本各地の高校生、計10人にインタビューした映像。DVDテキスト版（第3巻）に収録。「コンテンツライブラリー」では「おまけコンテンツ」の一部として公開されている。
にほんごクエスト
WEB版のみ。自分のアバターを使って架空の町でバーチャルな会話をするロールプレイングゲーム。町や店でキャラクターに話しかけるとアバターアイテムや、ゴールに行くための「秘密のじゅもん」がもらえる。会話できる内容は、サイトで勉強した量に従って増えていく、という仕組みであった。

## 出演者
実写スキット
- エリン（豊田エリー。放送開始当時の芸名はエリー）
- 藤岡咲（倉科カナ）
- 咲の姉（長谷部瞳）
- 咲の母（大森美紀子）
- 三田村めぐみ（石井めぐる）
- 折原薫（石黒英雄）
- 林健太（夕輝壽太）
- ホストファミリー父（おかやまはじめ）
- ホストファミリー母（大島明美）
- 担任の先生（東せいじ）
- 数学の先生（福本伸一）
- 保健の先生（竹内晶子）
- 職員室の先生（真柴あずき）
- 咲のテニス部の先輩（荻野なお）
- 健太のテニス部の先輩（森雄次）
- 弁当屋の店長（六角精児）
- ラーメン店主人（中沢青六）
- クレープ店の先輩（三浦力）
- ドーナツ店員（桜川博子）
- ファッション店員（川渕真由美）
- レンタルショップ店員（筒井俊作）
- コンビニ店員（新貝文規、高橋雄一）
- バス運転手（長倉正和）
- 道を教える女性（鷹觜喜洋子）
- 駅員（佐藤丈太）
- 歯医者（高橋修）
- 警官（佐倉徹）
- 健太の友だち（宮下浩行、秋本雄一、佐々木航）

CGアニメーション
- エリン（声：阪田佳代）・・実写とアニメの間を行き来しながら、日本語を学んでいく。CGアニメの声はドラマ出演者とは別の声優が声を担当しているため、声が変わる。
- ホニゴン（声：長嶝高士）・・エリンの日本語の先生。オバQを黄色にしたような外観をしている。やさしい日本語を教える名人。学習を開始する時には眼鏡をかける。「ホニゴン」の名は「にほんご」のアナグラムである。
- N21-J（声：阪田佳代）・・エリンの日本語学習を補助するロボット。口に相当する部分を開くとモニターが現れ、重要表現などを表示できるが、最も重要と思われる役割はエリンを実写の世界とアニメの世界とに転送させること。その他、エリンが出された問題を回答できると紙吹雪を出すこともできる。

ナレーション
- （声：長嶝高士）

## その他
- 設定において、主人公エリンの出身国がイギリスに決まったのは、エリンを演じた豊田エリーがイギリス人の父親を持つことに由来する。
- 校内シーンのロケに使われた高等学校は、埼玉県立蕨高等学校である。教室間の廊下が屋外のベランダになっており、またそこに座って昼食を食べる生徒もいるなど校舎に特徴がある。
- 第22課「こまったことを話す－トラブル」の基本スキットにおいて、先生が複写機を叩いて直すシーンが、複写機製造メーカーからのクレームにより削除された。現在、DVDテキスト版の第2版、およびWEB版からは、動画、マンガ、スクリプトのいずれからも、この場面が削除されている。
- 本テキストの使用語彙を検索できるようなウェブサイトはない（日本語の語彙をコントロールして作られた教材ではないため）。